# Балка Хвощевата
Ба́лка Хвощева́та, Хвощувата — балка (річка) в Україні у Золочівському й Дергачівському районах Харківської області. Права притока річки Лопані (басейн Дону).

## Опис
Довжина балки приблизно 8,05 км, найкоротша відстань між витоком і гирлом — 7,41 км, коефіцієнт звивистості річки — 1,08. Формується декількома струмками та загатами.

## Розташування
Бере початок у селі Карасівка. Тече переважно на південний схід через село Шаповалівку і впадає в річку Лопань, ліву притоку річки Уди.
Населені пункти вздовж берегової смуги: Калинове.

## Цікаві факти
- У XX столітті на балці існували молочно-тваринна ферма (МТФ) та декілька газових свердловин[2].